# Onúris

Onúris era retratado usando um cocar de duas ou quatro penas.

Na mitologia egípcia, Onúris (também escrito Anhur, Onouris, An-Her, Anhuret, Han-Her, Inhert) era originalmente um deus da guerra, que era adorado na região egípcia de Abidos, e particularmente em Tinis. Os mitos dizem que trouxe sua esposa, Menhit, que era sua contraparte feminina, a partir da Núbia, e seu nome reflete isso - significando "Aquele que nos guia de volta a alguém distante."
Um de seus títulos era "Assassino de Inimigos". Onúris foi retratado como um homem barbudo vestindo uma túnica e um cocar com quatro penas e segurando uma lança, ou, ocasionalmente, como um deus com cabeça de leão (que representava força e poder). Em algumas representações, o manto era mais semelhante a um kilt.
Devido a sua posição como um deus da guerra, ele era o patrono do antigo exército egípcio, e a personificação de guerreiros reais. Em festivais em sua homenagem, simulações de batalhas eram encenadas. Durante a era romana, o imperador Tibério foi retratado nas paredes dos templos egípcios vestindo a coroa de quatro plumas distintivos de Onúris. [carece de fontes?]